# Tijelovska osmina

Tijelovska osmina jest razdoblje u crkvenoj godini vezano uz blagdan Tijelova i snažnije razmatranje euharistijskoga otajstva. Tijelovsku osminu slijedi blagdan Presvetoga Srca Isusova.
Sastavni je dio liturgije rimskoga obreda u Tridentskoj misi. 
Tijekom tijelovske osmine održavaju se tijelovske procesije, čašćenje Presvetoga Oltarskoga Sakramenta i ostale euharistijske pobožnosti.
Tijelovska osmina spominje se u zapisima Margarete Marije Alacoque, na temelju čijih je viđenja Katolička Crkva uvela blagdan Presvetoga Srca Isusova završetkom Osmine Tijelova.
Uz razdoblje Osmine, a napose tijelovske procesije, vežu se različiti običaji.

## Vanjske poveznice
- Osmina Tijelova